# Amalasunta
Amalasunta, también conocida como Amalasuntha, Amalasuentha, Amalaswintha o Amalasuintha (en gótico: Amalaswinþa; c. 495-c. 535), fue reina del Reino ostrogodo de Italia entre 534 y 535.

## Historia
Hija del rey ostrogodo Teodorico el Grande, se casó en secreto con un esclavo de nombre Traguilla, quien fue ejecutado cuando la madre de Amalasunta los sorprendió juntos.
En 515 fue casada con Eutarico, un noble ostrogodo que había vivido anteriormente en la Hispania visigoda. Al parecer, su marido murió pocos años después, dejándola con dos hijos: Atalarico y Matasuenda. 
A la muerte de Teodorico en 526, Atalarico, hijo de Amalasunta, subió al trono. Al ser menor de edad, ella fue designada como regente.
Profundamente influenciada por la cultura romana clásica, dio a su hijo una educación más refinada y orientada a la literatura de lo que las costumbres godas estilaban. Consciente de su impopularidad, desterró y posteriormente hizo matar a tres nobles godos de los que sospechaba que intrigaban contra su mandato, abriendo al mismo tiempo negociaciones con el emperador Justiniano I con el fin de conseguir asilo para ella y para el tesoro godo en Constantinopla. La muerte de su hijo en 534 supuso un cambió de planes y la coronación de Amalasunta como reina de los ostrogodos.

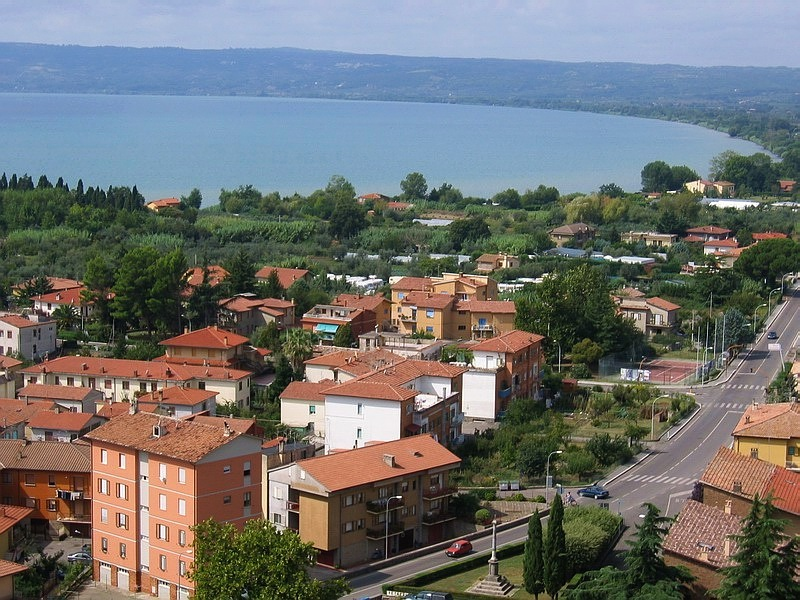
Vista del lago de Bolsena, en una de cuyas islas fue encarcelada y asesinada Amalasunta.

A fin de fortalecer su posición, se casó con su primo Teodato, quien fomentó la desafección de los godos. Finalmente y, fuera por órdenes suyas o con su consentimiento, Amalasunta fue encarcelada en una isla del lago de Bolsena, en la región del Lacio, donde fue asesinada en el baño durante la primavera de 535.
Las cartas de Casiodoro, primer ministro y asesor literario de Amalasunta, y las historias de Procopio y Jordanes son la principal fuente de información sobre Amalasunta.
Sobre el personaje Amalasunta escribió también el dramaturgo español del siglo XVI Antonio Mira de Amescua la obra Las Lises de Francia.